# Conseil de l'Atlantique nord
Pour les articles homonymes, voir CAN et NAC.
Le Conseil de l'Atlantique nord (CAN), en anglais North Atlantic Council (NAC), est la plus haute instance civile gouvernant l'Organisation du traité de l'Atlantique nord (OTAN). Le CAN a été établi par l'article 9 du traité de l'Atlantique nord et c’est le seul organe de l’OTAN qui tire explicitement son autorité du Traité. Il est composé de représentants permanents de ses pays membres ayant rang d'ambassadeurs.